# Jan Keller (Soziologe)

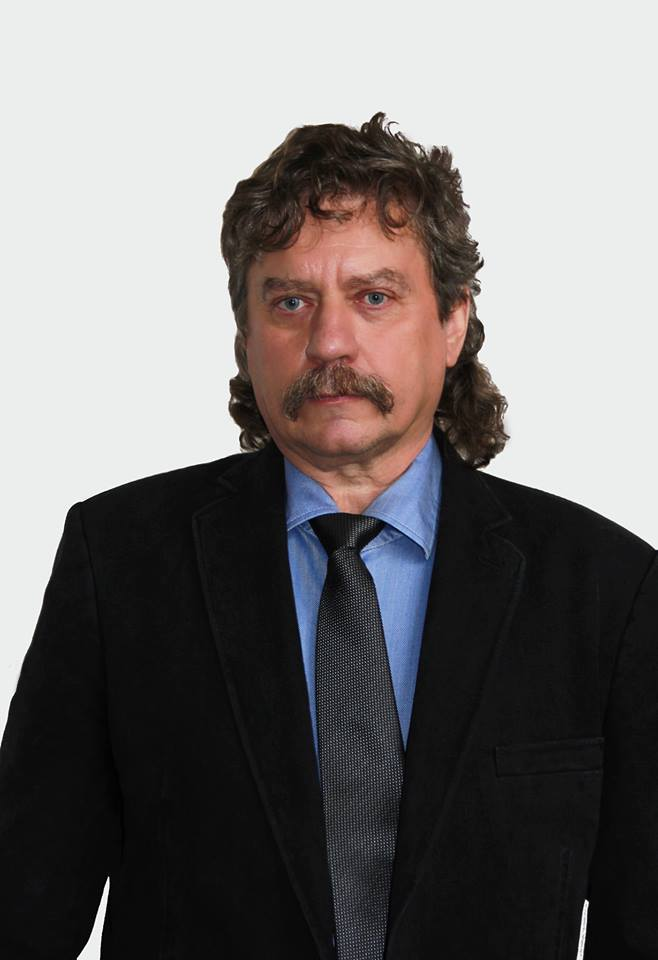
Jan Keller (2014)

Jan Keller (* 23. Januar 1955 in Frýdek-Místek) ist ein tschechischer Soziologe und Politiker. Er ist Professor an der Sozialwissenschaftlichen Fakultät der Universität Ostrava. Von 2014 bis 2019 war er Mitglied des Europäischen Parlaments.

## Leben
Keller absolvierte von 1974 bis 1979 ein Studium der Soziologie und Geschichte an der Universität Brünn. Er promovierte mit einer Arbeit über die Geschichtsauffassung Max Webers. Anschließend war er Aspirant an der Tschechoslowakischen Akademie der Wissenschaften und wissenschaftlicher Assistent am Lehrstuhl für Soziologie der Universität Brünn. Nach Forschungsaufenthalten an den Universitäten von Bordeaux, Aix-en-Provence und Paris habilitierte er 1992 mit einer Arbeit über „die Bürokratisierung der staatlichen Verwaltung in Frankreich unter dem Ancien Régime“ (tschechisch O byrokratizaci státní správy ve Francii).
Von 1973 bis 1989 war Keller Mitglied der Kommunistischen Partei der Tschechoslowakei, da – nach seiner Aussage – die Parteimitgliedschaft Voraussetzung für die Arbeit im Bereich der Sozialwissenschaften war.
Ab 1992 war er Dozent und ab 1999 Professor am Lehrstuhl für Umweltstudien der Sozialwissenschaftlichen Fakultät der Masaryk-Universität Brünn. Im Jahr darauf wechselte er auf den Lehrstuhl für Soziale Arbeit an der Fakultät für Gesundheits- und Sozialwissenschaften der Universität Ostrava. Schwerpunkte seine Forschung und Veröffentlichungen sind Geschichte der Soziologie, soziologische Theorie mit Schwerpunkt auf relevanten Aspekten der sozialen  Arbeit, sozialer Kontext von ökologischen Problemen sowie Soziologie der Organisation. Neben seiner wissenschaftlichen Arbeit veröffentlicht er Kommentare in der Tageszeitung Právo.
Auf der Liste der Tschechischen Sozialdemokratische Partei (ČSSD) wurde Keller 2014 in das Europäische Parlament gewählt, wo er sich der Fraktion der Progressiven Allianz der Sozialdemokraten (S&D) anschloss. In der Legislaturperiode bis 2019 war er Mitglied im Ausschuss für Beschäftigung und soziale Angelegenheiten, Delegierter für die Beziehungen zu Kanada sowie in der Parlamentarischen Versammlung EURO-NEST.

## Werke (Auswahl)
- Nedomyšlená společnost [Ein schlecht durchdachtes Unternehmen]. Doplněk, Brünn 2003.
- Teď, když máme, co jsme chtěli. Články z let 1998–2008 [Jetzt, wo wir haben, was wir wollten. Artikel aus den Jahren 1998–2008]. Earth Save, Prag 2008.
- Vzdělanostní společnost? Chrám, výtah a pojišťovna [Eine gebildete Gesellschaft?]. Sociologické nakladatelství, Prag 2008.
- Soumrak sociálního státu [Die Dämmerung des Sozialstaats]. Sociologické nakladatelství, Prag 2011.
- Soziale Arbeit – Herausforderungen und Risiken. In: Barbara Thiessen, Clemens Dannenbeck, Mechthild Wolff (Hrsg.): Sozialer Wandel und Kohäsion. Ambivalente Veränderungsdynamiken. Springer VS, Wiesbaden 2019.